# Cyanopepla pallescens
Cyanopepla pallescens là một loài bướm đêm thuộc phân họ Arctiinae, họ Erebidae.